# Prinz-Heinrich-Mütze

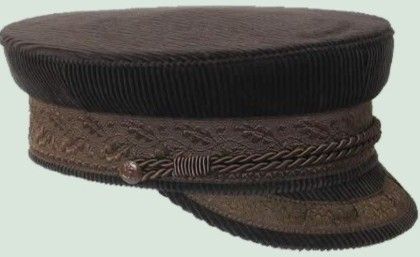
Prinz-Heinrich-Mütze aus Cord

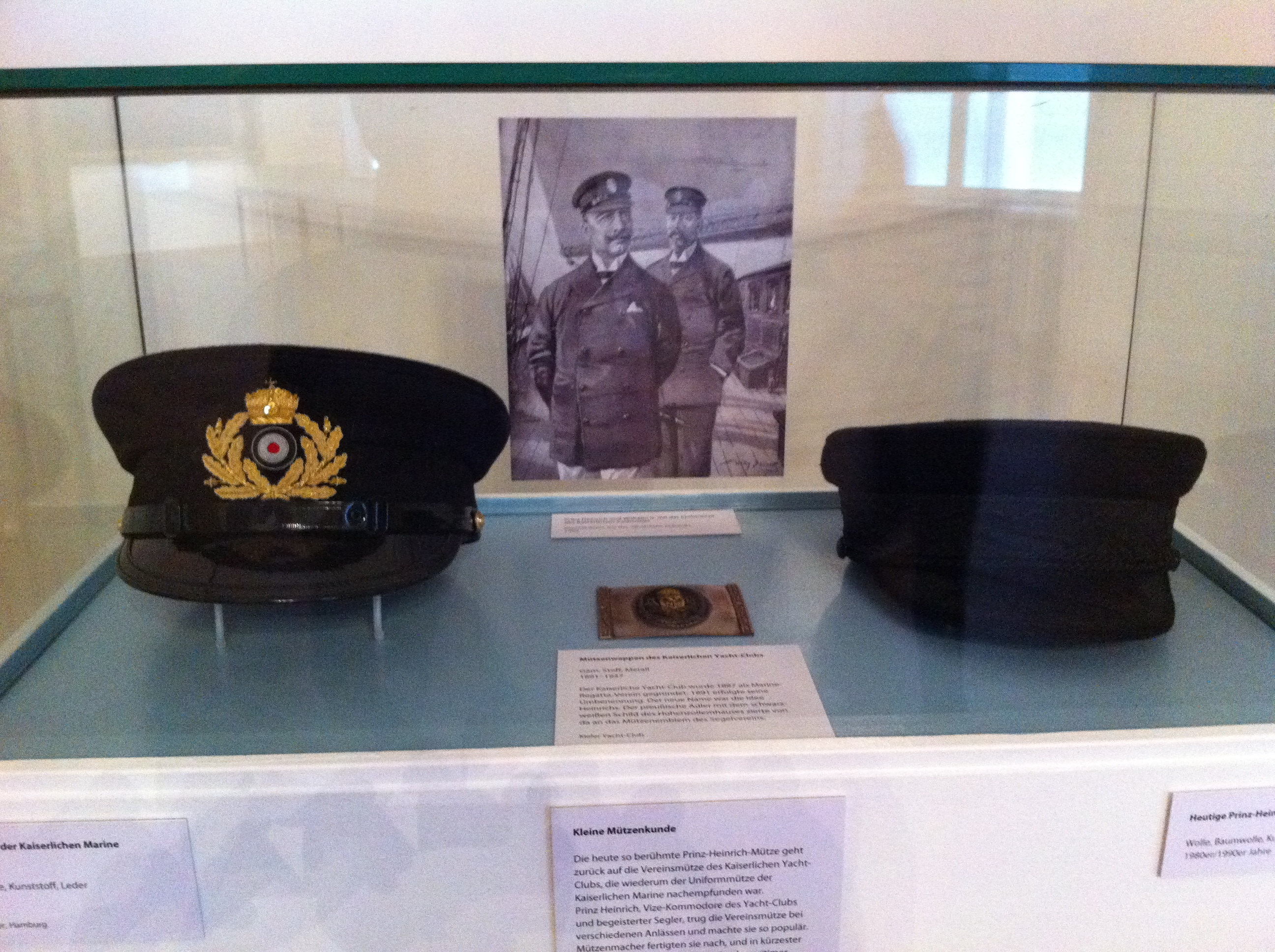
Originale Prinz-Heinrich-Mütze (links) im Kieler Stadtmuseum

Die Prinz-Heinrich-Mütze ist eine Schirmmütze, die nach dem kaiserlich-deutschen Großadmiral Prinz Heinrich von Preußen (1862–1929), dem jüngeren Bruder Kaiser Wilhelms II., benannt ist. Die Prinz-Heinrich-Mütze geht zurück auf die Mütze des Kaiserlichen Yacht-Clubs, die wiederum an die Uniform-Mütze der kaiserlichen Marine angelehnt war.
Der Mützenkörper bestand früher aus reiner Wolle, heute oft durch Kunstfaseranteile ersetzt; Cord ist seit den 1950er Jahren ebenfalls verbreitetes Material. Den Mützensteg zieren meistens Eichenlaub-Stickereien sowie eine geflochtene oder gedrehte Mützenkordel. Die Farben der Mützen bewegen sich üblicherweise zwischen dunkelblau und grau bis schwarz. Andere Grundfarben, beispielsweise braun und grün, werden seltener produziert. Kennzeichen der Prinz-Heinrich-Mütze, die sie von anderen ähnlichen Mützen wie u. a. den Schiffermützen unterscheiden, sind insbesondere ihr hoher Steg und der steife, verhältnismäßig kleine Mützendeckel. Dessen Durchmesser ist nur unwesentlich größer als der des Stegs und zu allen Seiten etwa gleich groß ausgeprägt.

## Sonstiges

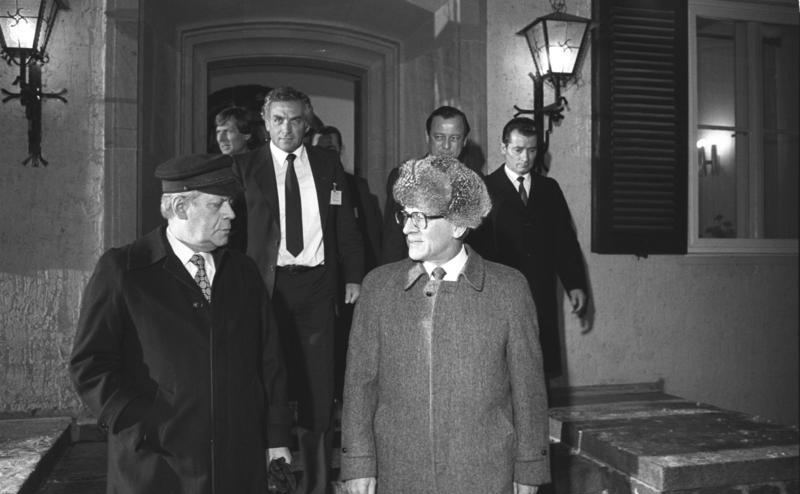
Helmut Schmidt und Erich Honecker mit typischen Kopfbedeckungen. Schmidt trägt eine Helgoländer Lotsenmütze, die der „Prinz-Heinrich-Mütze“ stark ähnelt.

Es ist ein weit verbreiteter Irrtum, der ehemalige Bundeskanzler Helmut Schmidt habe eine „Prinz-Heinrich-Mütze“ getragen. Tatsächlich trug er als Hamburger eine „Elblotsen-Mütze“, eine besondere Form der „Hanseatenhüte“.